# Chacabuco (1817)
El Bergantín Chacabuco fue un navío de la escuadra al servicio del Directorio que operó durante las guerras civiles argentinas.

## Historia
El 24 de marzo de 1817 la sumaca mercante Pilar fue comprada por el Directorio a Nicolás Padán en la suma de $7000 y aparejada como bergantín en el Arsenal de Barracas. En octubre de ese año pasó a la escuadra con el nombre Chacabuco y fue destinada al servicio de guardacosta durante ese año y el siguiente al mando del teniente Calixto Silva.
En junio de 1819, al mando del sargento mayor Tomás Fermín Jones y rearmada con 2 cañones de a 18, 8 de a 8 y 4 esmeriles, se destinó a buque de guardia en balizas exteriores y luego a tareas de patrullaje en el Río de la Plata y en los ríos Uruguay y Paraná.
Ese año, la expedición contra la provincia de Santa Fe comandada por Juan Ramón Balcarce se encontraba en serias dificultades. Tras haber ordenado a Rafael Hortiguera que marchara con la caballería a San Nicolás de los Arroyos, para resguardar la frontera de la provincia de Buenos Aires, quedándose él con la infantería y la artillería, se vio precisado a pedir urgente socorro a Buenos Aires. El gobierno le envió al 
Chacabuco com fuerzas al mando de Eusebio Hereñú pero el auxilio llegó cuando ya se había evacuado Rosario por lo que la Chacabuco se dirigió a San Nicolás donde a principios de febrero de 1819 arribó Balcarce.
En 1820 fue destinada a la escuadrilla de Buenos Aires en operaciones en el Paraná y en julio de ese año se sumó al bloqueo del Colastiné.
Formó parte de la escuadrilla que al mando de Manuel Monteverde se pasó al caudillo de la provincia de Entre Ríos Francisco Ramírez. Finalizado el conflicto, fue devuelta a Buenos Aires. Estuvo al mando del capitán Nicolás Jorge y accidentalmente del capitán Nicolás Picón. Hacia fines de 1822 fue vendida.
En diferentes oportunidades estuvieron detenidos a bordo del Chacabuco por razones políticas Domingo French, Eduardo Holmberg, Manuel Pagola, Anacleto Martínez y Pedro Mom.